# Лончар, Крешимир
Крешимир Лончар (хорв. Krešimir Lončar, род. 12 февраля 1983 года в Сплите, СР Хорватия, СФРЮ) — хорватский профессиональный баскетболист, игрок баскетбольного клуба «С.Оливер». Играет на позициях центрового и тяжёлого форварда.

## Достижения

### Клубные
- Обладатель Суперкубка Италии: 2002
- Чемпион Италии: 2003
- Чемпион Украины: 2005
- Обладатель Кубка России: 2009
- Бронзовый призёр чемпионата России (2): 2008-2009, 2009-2010
- Победитель Единой лиги ВТБ: 2010/11
- Серебряный призёр чемпионата России: 2010/11, 2011/2012, 2012/2013
- Обладатель Кубка Европы: 2011/2012

### Личные
- MVP «Финала четырех» Кубка России 2009
- Участник матча всех звёзд ПБЛ 2011